# Duolandrevus firmus
Duolandrevus firmus är en insektsart som beskrevs av Andrej Vasiljevitj Gorochov 1999. Duolandrevus firmus ingår i släktet Duolandrevus och familjen syrsor. Inga underarter finns listade i Catalogue of Life.